# ألجيرت غيوناي
ألجيرت غيوناي (بالألبانية: Algert Gjonaj‏) مواليد 18 أكتوبر 1987 في ألبانيا، هو لاعب كرة سلة ألباني. يلعب مع نادي فلازنيا لكرة السلة. يبلغ طوله 6 قدم 6 بوصة (2.0 م). لعب مع نادي تيرانا لكرة السلة ونادي فلازنيا لكرة السلة في الدوري الألباني لكرة السلة.